# Liste des édifices labellisés « Architecture contemporaine remarquable » de l'Aube
Cet article recense les édifices labellisés « Architecture contemporaine remarquable » de l'Aube, en France.
Le label « Architecture contemporaine remarquable » remplace depuis 2016 l'ancien label « Patrimoine du XXe siècle ». Il ne prend en compte que des édifices de moins de 100 ans à la date de labellisation, et qui ne sont pas protégés comme monuments historiques.
Au début 2024, l'Aube compte 8 édifices ainsi labellisés.

## Liste
| Monument                                                                                   | Commune                 | Adresse                      | Coordonnées                      | Notice     | Date | Illustration               |
| ------------------------------------------------------------------------------------------ | ----------------------- | ---------------------------- | -------------------------------- | ---------- | ---- | -------------------------- |
| Village, usine Doré Doré, commerces, école, lieux de loisirs, stade, voierie               | Fontaine-les-Grès       |                              | 48° 25′ 29″ nord, 3° 54′ 44″ est | ACR0000463 | 2015 | Image manquante Téléverser |
| Collège Euréka                                                                             | Pont-Sainte-Marie       | 50 rue Anatole-France        | 48° 19′ 28″ nord, 4° 05′ 45″ est | ACR0000464 | 2000 | Image manquante Téléverser |
| Maison Dick                                                                                | Saint-André-les-Vergers | Rue du Fossé-Noir            | 48° 17′ 14″ nord, 4° 02′ 54″ est | ACR0000465 | 2015 | Image manquante Téléverser |
| Caisse régionale du Crédit agricole                                                        | Troyes                  | 269 rue du Faubourg-Croncels | 48° 16′ 51″ nord, 4° 04′ 51″ est | ACR0000466 | 2015 | Image manquante Téléverser |
| Maison des associations (ancien entrepôts et siège des établissements économiques troyens) | Troyes                  | 63 avenue Pasteur            | 48° 18′ 09″ nord, 4° 03′ 46″ est | ACR0000467 | 2015 | Image manquante Téléverser |
| Immeuble                                                                                   | Troyes                  | 20 rue Ambroise-Cottet       | 48° 18′ 03″ nord, 4° 04′ 12″ est | ACR0000468 | 2000 | Image manquante Téléverser |
| Villa Jules-Guesde (immeubles d'habitation à bon marché)                                   | Troyes                  |                              | 48° 17′ 09″ nord, 4° 05′ 01″ est | ACR0000469 | 2000 | Image manquante Téléverser |
| Piscine Lucien-Zins                                                                        | Troyes                  | Place Alexandre-Israël       | 48° 17′ 51″ nord, 4° 04′ 27″ est | ACR0000470 | 2015 | Image manquante Téléverser |
| Château d'eau des Hauts-Clos                                                               | Troyes                  | Rue de la Marne              | 48° 09′ 52″ nord, 4° 02′ 30″ est | ACR0001829 | 2023 | Image manquante Téléverser |
| Médiathèque Jacques-Chirac                                                                 | Troyes                  | Rue des Filles-Dieu          | 48° 10′ 49″ nord, 4° 02′ 32″ est | ACR0001830 | 2023 | Image manquante Téléverser |